# Céphéide

Animation montrant la variation d'une céphéide.

Une céphéide est une étoile variable, géante ou supergéante jaune, de 4 à 15 fois plus massive que le Soleil et de 100  à   30 000 fois plus lumineuse, dont l'éclat varie de 0,1 à 2 magnitudes selon une période bien définie, comprise entre 1 et 135 jours, d'où elle tire son nom d'étoile variable. Elles ont été nommées d'après le prototype que constitue l'étoile  δ de la constellation de Céphée. L'Étoile polaire est une céphéide (du moins jusqu'en 1994 où il est apparu que son éclat était devenu stable, sans explication à ce changement — voir Alpha Ursae Minoris).

## Histoire
L'archétype des céphéides est δ Cephei dans la constellation de Céphée. Elle est découverte variable par John Goodricke en 1784.
Dès 1897, Michel Luizet, de l'Observatoire de Lyon, étudie les étoiles variables ; avec plus de 60 000 observations à son actif, il présente une thèse sur « les Céphéides considérées comme étoiles doubles, avec une monographie de l’étoile variable δ Céphée ». Henrietta Leavitt, dans les années 1910-1920, à l'université Harvard, classe les céphéides des nuages de Magellan. Elle s'aperçoit que les périodes des céphéides sont d'autant plus grandes que celles-ci sont brillantes. Elle trouve une relation liant la période de variation (temps entre deux maximums ou minimums) à la moyenne de la luminosité apparente de ces étoiles, et donc à leur luminosité absolue, puisque la distance des étoiles entre elles à l'intérieur du nuage est négligeable par rapport à leur distance à la Terre. Ainsi, il suffit de mesurer la distance d'une de ces céphéides (par exemple par la méthode de la parallaxe), pour obtenir une relation générale liant leur période et leur luminosité absolue, et ainsi déterminer la distance de n'importe quelle autre céphéide observée. Cette mesure est réalisée pour la première fois en 1916, à l'université Harvard, par Harlow Shapley qui complète la découverte d'Henrietta Leavitt. À partir de cette date, les céphéides deviennent une référence pour mesurer la distance des étoiles ou de galaxies de plus en plus éloignées dans l'Univers. Malheureusement, cette méthode est limitée à la distance maximale à laquelle on peut observer une étoile située dans une galaxie.

## Caractéristiques
Jeune mais de structure plus évoluée que le Soleil, une céphéide doit son énergie lumineuse aux réactions de fusion nucléaire qui dans sa région centrale transforment de l'hélium en carbone. On doit à Arthur Eddington (1926) une première explication des variations de luminosité. La partie externe de l'étoile se contracte et se dilate alternativement, du fait d'un déséquilibre auto-entretenu des forces liées à la pression du gaz et à la gravité. Ces mouvements s'accompagnent de changements de température responsables de la variation périodique de la luminosité. La période de variation d'éclat d'une céphéide représente environ deux fois le temps mis par une onde de pression pour se propager du centre de l'étoile à sa surface ; elle dépend de l'état du milieu traversé par l'onde et constitue de ce fait une source précieuse d'informations sur la structure interne de l'étoile. Les céphéides sont classées en deux populations : les type I et les type II

### Céphéides de type I
Les céphéides de type I, aussi appelé céphéides classique, sont des étoiles de population I avec une période de pulsation allant de quelques jours à quelques semaines.

### Céphéides de types II
Ce sont des céphéides issues d'étoiles de population II donc plus vieilles, pauvres en métaux et de faible masse.

### Céphéides anormales
Les céphéides anormales, parfois nommées variables de type BL Bootis en référence à leur prototype, BL Bootis, sont une classe rare de céphéides qui apparaissent être intermédiaires entre les céphéides de type I et les céphéides de type II sur le diagramme de Hertzsprung-Russell. Leurs périodes sont similaires aux variables de type RR Lyrae des sous-types a et b, mais elles sont beaucoup plus lumineuses que ces étoiles. Les céphéides anormales sont pauvres en métaux et elles ne sont pas beaucoup plus massives que le Soleil, faisant en moyenne 1,5 M☉. L'origine de ces étoiles est incertaine, mais il est proposé qu'elles pourraient être issues de la fusion de deux étoiles.

### Céphéides à mode double
Une petite proportion des variables céphéides est connue comme pulsant sur deux modes en même temps. Le plus souvent, ces étoiles pulsent sur le mode fondamental et le premier harmonique, plus occasionnellement sur le second harmonique. Un nombre encore plus restreint d'étoiles pulsent même sur trois modes différents, ou selon une combinaison inhabituelle de modes incluant des harmoniques plus élevés.

## Rôle dans le calcul des distances
Les céphéides jouent un rôle très important comme étalons des échelles de distance dans l'Univers, grâce à la relation période-luminosité qui les caractérise : plus une céphéide est lumineuse, plus sa période de variation d'éclat est longue. Dès lors que l'on connaît la période d'une céphéide, aisément mesurable, la relation période-luminosité permet de déterminer l'éclat intrinsèque de cette étoile. Par une simple comparaison avec son éclat apparent, on en déduit sa distance, et donc celle de la galaxie qui l'abrite. Une relation générique de la forme :
5 × log10d = MV + a × log10P – b × ( MV – MI ) + c
permet de déduire la distance d d'une céphéide classique exprimée en parsecs à partir de sa période P et de sa magnitude apparente MI dans le proche infrarouge (bande I) et MV en lumière visible. Plusieurs valeurs expérimentales des coefficients a, b et c ont été publiées :
( a ; b ; c ) = ( 3,34 ; 2,45 ; 7,52 ),
( a ; b ; c ) = ( 3,34 ; 2,58 ; 7,50 ),
( a ; b ; c ) = ( 3,37 ; 2,55 ; 7,48 ).
Très brillantes, donc visibles de loin, les céphéides sont détectées à présent dans d'autres galaxies que la nôtre, jusqu'à des distances de 80 millions d'années-lumière environ grâce au télescope spatial Hubble. Ces déterminations de distances sont essentielles au calcul de la valeur de la constante de Hubble, qui mesure le rythme d'expansion de l'Univers. Le point délicat réside dans l'étalonnage absolu de la relation période-luminosité, qui nécessite de déterminer indépendamment de façon précise la distance d'au moins quelques céphéides situées dans notre Galaxie.
Par ailleurs, lorsque l'on détermine la luminosité d'une céphéide à partir de la relation période-luminosité, il faut savoir que les galaxies, et donc les céphéides qu'elles contiennent, ne sont pas identiques mais différentes par leur composition chimique. C'est ce qui est apparu au cours de ces dernières années avec l'analyse du très grand nombre de céphéides détectées dans deux galaxies voisines, les nuages de Magellan.
La mesure de la luminosité des céphéides constitue l'une des nombreuses méthodes existantes pour déterminer la distance d'un astre.